# شون فان ألين
شون فـان ألين هو لاعب هوكي الجليد كندي، ولد في 29 أغسطس 1967 في كالغاري في كندا.

## وصلات خارجية
- شون فـان ألين على موقع دوري الهوكي الوطني (الإنجليزية)
- شون فـان ألين على موقع EliteProspects.com (الإنجليزية)
- شون فـان ألين على موقع HockeyDB.com (الإنجليزية)
- شون فـان ألين على موقع Hockey-Reference.com (الإنجليزية)